# 玫瑰聖母教堂 (瓦爾迪維亞)

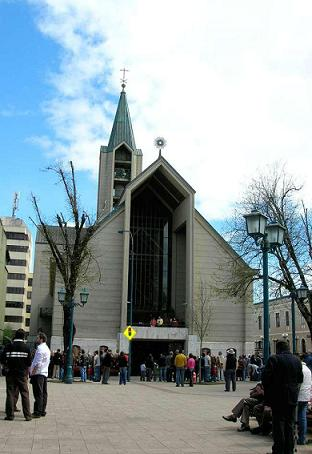
玫瑰聖母教堂

玫瑰聖母教堂（西班牙語：Catedral de Nuestra Señora del Rosario）又稱瓦爾迪維亞大教堂，是天主教瓦爾迪維亞教區的主教座堂，位於智利瓦爾迪維亞的市中心。
1960年智利大地震完全摧毀了建於1911年的舊教堂；目前的建築建於1988年。